# Archips mortuana
Archips mortuana es una especie de polilla del género Archips, tribu Archipini, familia Tortricidae. Fue descrita científicamente por Kearfott en 1907.

## Descripción
La longitud de las alas anteriores es de 7-9 milímetros.

## Distribución
Se distribuye por Estados Unidos.